# Umeå
Umeå – miasto w północnej Szwecji, ośrodek administracyjny regionu (län) Västerbotten, port nad rzeką Ume, w pobliżu jej ujścia do Zatoki Botnickiej.
Miasto powstało w 1664 roku. Dziś Umeå jest ważnym ośrodkiem edukacyjnym, prowadzone są tam badania z zakresu techniki i medycyny. Znajdują się tam również dwa uniwersytety, na których kształci się ponad 30 000 studentów. Jest to największe miasto w północnej Szwecji i liczy 84 761 mieszkańców (2016) a gmina Umeå 110 106 mieszkańców (2016). 4,5 kilometra na południe od miasta znajduje się port lotniczy Umeå. W mieście rozwinął się przemysł środków transportu, maszynowy, elektrotechniczny, meblarski, celulozowo-papierniczy oraz chemiczny.
25 czerwca 1888 wschodnia część miasta została doszczętnie spalona. Podczas odbudowy ze względów przeciwpożarowych ulice zostały obsadzone brzozami – z tego właśnie powodu o mieście mówi się Björkarnas stad, czyli "Miasto brzóz".
Umeå jest jednym z najszybciej rozwijających się szwedzkich miast. Miasto stanowi centrum badań naukowych, sztuki oraz kultury.
W 2010 miasto zostało wyróżnione – wraz z łotewską Rygą – tytułem Europejskiej Stolicy Kultury na rok 2014.

## Przypisy

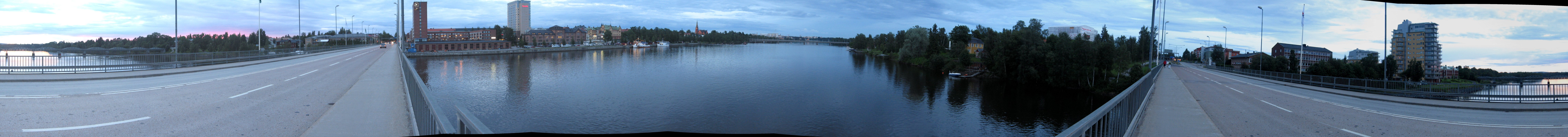
Panorama miasta Umeå wraz z rzeką Ume

## Sport
- IF Björklöven – klub hokejowy
- Umeå IK – klub piłkarski kobiet

## Miasta partnerskie
- Vaasa (Finlandia)
- Harstad (Norwegia)
- Helsingør (Dania)
- Würzburg (Niemcy)
- Pietrozawodsk (Rosja)
- Saskatoon (Kanada)
- Kaszan (Iran)

## Uczelnie
- Uniwersytet w Umeå
- Instytut Techniczny w Umeå
- Szwedzki Uniwersytet Rolniczy